# Triencentrus brasilianus
Triencentrus brasilianus is een rechtvleugelig insect uit de familie sabelsprinkhanen (Tettigoniidae). De wetenschappelijke naam van deze soort is voor het eerst geldig gepubliceerd in 1980 door Piza. Zoals de naam aangeeft, komt deze soort voor in Brazilië.